# Intelsat 17
O Intelsat 17 (IS-17) é um satélite de comunicação geoestacionário que foi construído pela Space Systems/Loral (SS/L). Ele está localizado na posição orbital de 66 graus de longitude leste e é de propriedade da Intelsat, empresa sediada atualmente em Luxemburgo. O satélite foi baseado na plataforma LS-1300 e sua expectativa de vida útil é de 15 anos.

## Lançamento
O satélite foi lançado com sucesso ao espaço no dia 26 de novembro de 2010, às 18:39 UTC, por meio de um veículo Ariane 5 ECA lançado a partir do Centro Espacial de Kourou, na Guiana Francesa, juntamente com o satélite HYLAS 1. Ele tinha uma massa de lançamento de 5.540 kg.

## Capacidade e cobertura
O Intelsat 17 é equipado com 25 transponders em banda Ku e 24 em banda C para prestar serviços aos clientes na Europa, África do Norte e da Índia, bem como no Oriente Médio.